# Sân bay Perth
Sân bay Perth (tiếng Anh: Perth Airport) (IATA: PER, ICAO: YPPH) là một sân bay nội địa và quốc tế ở Redcliffe, Tây Úc, và là sân bay thương mại chính phục vụ thủ phủ Tây Úc, Perth. 
Đây là sân bay tập nập thứ 4 ở Úc và đóng vai tròn chiến lược do vị trí của nó phục vụ nhiều điểm đến ở Úc, châu Á, Ấn Độ Dương cũng như Johannesburg, Nam Phi và Dubai, Các tiểu vương quốc Ả Rập thống nhất. 
Sân bay này có sự tăng trưởng lượng khác mạnh mẽ trong những năm qua nhờ phát triển của ngành khai thác mỏ và các hãng hàng không giá rẻ. Trong năm tài chính 2007/2008, mức tăng trưởng số lượt khách đạt 13,34%.

## Hãng hàng không và điểm đến
Tại thời điểm tháng 11 năm 2017, sân bay Perth có 29 hãng hàng không bay thường lệ bay thẳng đến 77 điểm đến:

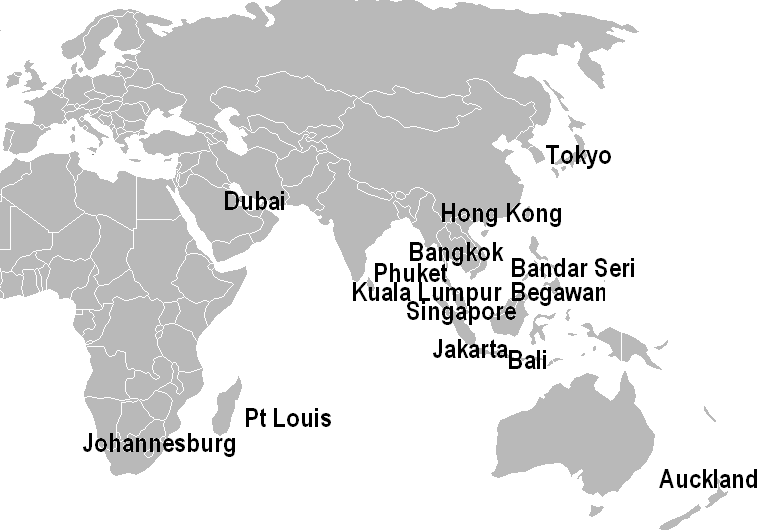
Các thành phố có tuyến bay đến sân bay Perth

| Hãng hàng không                      | Các điểm đến | Terminal        |
| ------------------------------------ | --- | --------------- |
| Air Mauritius                        | Mauritius | 1               |
| Air New Zealand                      | Auckland | 1               |
| AirAsia X                            | Kuala Lumpur | 1               |
| Airnorth                             | Darwin, Kununurra | 2               |
| Alliance Airlines                    | Karratha, Leinster, Mount Keith, Port Hedland, Telfer | 3               |
| Cathay Pacific                       | Hong Kong | 1               |
| Cobham                               | Area C, Barrow Island, Brockman, Kambalda, Learmonth, Murrin Murrin, Ravensthorpe, Yandi | 2               |
| Emirates                             | Dubai | 1               |
| Garuda Indonesia                     | Denpasar, Jakarta | 1               |
| Indonesia AirAsia                    | Denpasar | 1               |
| Jetstar Airways                      | Denpasar, Jakarta, Singapore | 1               |
| Jetstar Airways                      | Adelaide, Brisbane, Cairns, Gold Coast, Melbourne, Sydney | 2               |
| Jetstar Asia Airways                 | Singapore | 1               |
| Malaysia Airlines                    | Kota Kinabalu, Kuala Lumpur | 1               |
| Maroomba Airlines                    | Mount Magnet | 3               |
| Network Aviation                     | Bellevue, Busselton, Coyote, Leinster, Morawa, Mount Hale, Sinclair, Woodie Woodie | 3               |
| Qantas                               | Hong Kong, Singapore, Tokyo-Narita [ends 8 May] | 1               |
| Qantas                               | Adelaide, Brisbane, Broome, Canberra, Darwin, Exmouth, Kalgoorlie, Karratha, Melbourne, Newman, Port Hedland, Sydney | 2               |
| QantasLink operated by Cobham        | Alice Springs, Ayers Rock/Uluru, Broome, Kalgoorlie, Karratha, Newman, Paraburdoo, Port Hedland | 2               |
| Qatar Airways                        | Doha | 1               |
| Singapore Airlines                   | Singapore | 1               |
| Skippers Aviation                    | Burnakura, Darlot-Centenary, Jundee, Laverton, Lawlers, Leinster, Leonora, Meekatharra, Mount Magnet, Plutonic, Smith, Sunrise Dam, Telfer, Wiluna | 3               |
| Skywest Airlines                     | Denpasar | 1               |
| Skywest Airlines                     | Albany, Argyle, Barimunya, Brockman, Broome, Busselton [seasonal], Carnarvon, Cloud Break, Darwin, Esperance, Exmouth, Geraldton, Kalbarri, Kalgoorlie, Karratha, Kununurra, Melbourne, Monkey Mia, Newman, Paraburdoo, Port Hedland, The Granites, West Angelas, Windarling | 3               |
| South African Airways                | Johannesburg | 1               |
| Strategic Airlines                   | Denpasar | 1               |
| Strategic Airlines                   | Derby | 3               |
| Thai Airways International           | Bangkok-Suvarnabhumi, Phuket | 1               |
| Tiger Airways                        | Singapore | 1               |
| Tiger Airways Australia              | Melbourne-Avalon, Melbourne | 3               |
| Vietnam Airlines                     | Tp.Hồ Chí Minh | không rõ nhà ga |
| VietJet Air                          | Tp.Hồ Chí Minh | không rõ nhà ga |
| Virgin Blue                          | Christmas Island, Cocos (Keeling) Islands | 1               |
| Virgin Blue                          | Adelaide, Brisbane, Broome, Darwin, Karratha, Newman, Melbourne, Port Hedland, Sydney | 3               |
| Virgin Blue operated by Pacific Blue | Denpasar, Phuket | 1               |

### Vận tải hàng hóa
| Hãng hàng không        | Các điểm đến        |
| ---------------------- | ------------------- |
| Australian air Express | Melbourne           |
| Toll Priority          | Brisbane, Melbourne |

### Bay thuê chuyến và khai khoáng
- AvWest
- Cobham
- Maroomba Airlines
- Network Aviation
- Skippers Aviation
- Skywest
- Star Aviation
- Casair

### Các hãng có thỏa thuận chia chỗ
Các hãng sau:
| - Air Canada - Air France - Alitalia - American Airlines - Austrian Airlines - British Airways - Finnair | - Japan Airlines - KLM Royal Dutch Airlines - Lufthansa - Jet Airways - United Airlines - Virgin Atlantic Airways |